# Just the Way You Are (canción de Bruno Mars)

## Composición y producción
La canción fue escrita por The Smeezingtons, Needlz y Khalil Walton y producida por los dos primeros. Mars dijo de la canción que «me tomó meses para llegar a ella [la canción] [...] no estaba pensando en nada profundo o poético. Me estaba contando una historia. ¡Prepárate a enamorarte!». Además añadió que era un gran fanático de canciones como «You Are So Beautiful» de Joe Cocker y «Wonderful Tonight» de Eric Clapton, de las cuales mencionó que eran «canciones que van directo al grano, no hay letras alucinantes o giros en la historia [...] solo vienen directamente del corazón y es para mi "Just the Way You Are" una de esas canciones, no hay nada alucinante al respecto, sólo estoy diciéndole a una mujer que ella se ve hermosa como es [..] seamos honestos, ¿qué mujer no quiere oír esas letras?». El A&R de Mars, Aaron Bay-Schuck, que es responsable de la búsqueda de canciones y compositores para ayudar en el proceso de composición de la canción, dijo a HitQuarters que

«Tenía un coro masivo, una melodía al instante memorable y lírica, y fue una transición natural de las canciones de B.o.B., Travie McCoy, Flo Rida
[...] No sonaba como cualquier otra cosa en la radio. Tenía todo lo que pudieras querer en un primer sencillo de Bruno».

«Just the Way You Are» fue mezclado en Larrabee Sound Studios en Hollywood por Manny Marroquin, mientras que Christian Plata y Erik Madrid la hicieron de asistentes. Ari Levine fue responsable de la ingeniería de la canción en LevCon Studios, California. Stephen Marcussen dominó la canción en Marcussen Mastering, California.

## Publicación
«Just The Way You Are» fue lanzado como el primer sencillo de Doo-Wops & Hooligans. Elektra Records liberó la pista para descarga digital en los Estados Unidos el 20 de julio de 2010. El 19 de septiembre, la canción fue lanzada en el Reino Unido. Tres días después fue lanzado como un CD en Alemania. El CD contiene la versión del álbum y la remezcla de Skrillex Batboi. El 2 de noviembre, siete remezclas fueron lanzadas como descarga digital adquiribles en los Estados Unidos. Finalmente el 25 de octubre fue publicado a nivel mundial. El 25 de noviembre de 2010 se lanzó una edición deluxe de Doo-Wops & Hooligans, que incluye el remix oficial con el rapero Lupe Fiasco y el video musical, y el remix oficial también se lanzó y se incluyó en la edición deluxe del álbum. Un mes más tarde del lanzamiento de las remezclas, un disco de vinilo de "12 fue puesto en libertad en el Reino Unido y Dinamarca para promover el sencillo y el álbum.

### Historial de lanzamientos
| País           | Fecha                    | Formato                          | Discográfica(s)                       | Ref.   |
| -------------- | ------------------------ | -------------------------------- | ------------------------------------- | ------ |
| Estados Unidos | 20 de julio de 2010      | Descarga digital                 | Elektra Records                       | [ 7 ]  |
| Estados Unidos | 20 de julio de 2010      | Airplay                          | Elektra Records                       | [ 7 ]  |
| Reino Unido    | 19 de septiembre de 2010 | Airplay                          | Elektra Records                       | [ 8 ]  |
|                | 20 de septiembre de 2010 | CD                               | Warner Music Group                    | [ 14 ] |
| Alemania       | 22 de septiembre de 2010 | CD                               | Elektra Records                       | [ 9 ]  |
| Estados Unidos | 2 de noviembre de 2010   | Descarga digital                 | Warner Music Group                    | [ 10 ] |
| Mundo          | 25 de noviembre de 2010  | Descarga digital                 | Elektra Records                       | [ 11 ] |
| Reino Unido    | 2 de diciembre de 2010   | Disco de vinilo de doce pulgadas | Paragon Records                       | [ 14 ] |
| Dinamarca      | 2 de diciembre de 2010   | Disco de vinilo de doce pulgadas | Paragon Records                       | [ 14 ] |
| Estados Unidos | 12 de diciembre de 2010  | Disco de vinilo de doce pulgadas | Atlantic Records y Warner Music Group | [ 14 ] |

## Video musical
El video musical correspondiente fue dirigido por Ethan Lander, filmado en septiembre de 2010 en el centro de Los Ángeles y lanzado el 8 de septiembre de 2010. Cameron Duddy pudo filmar las imágenes detrás de escena, a cambio de su chaqueta de mezclilla, que Mars usó durante el video musical. El video presenta a la actriz peruano-australiana Nathalie Kelley. Lander considera a Bruno Mars una estrella y agrega: "El carisma que tiene, no se puede enseñar", terminando con "el cantante incluso se las arregla para ser suave en su foto policial, ¡lo cual no es poca cosa!" Él ve el video como una colaboración, el director de video ideó la visión y Mars agregó su visión y así sucesivamente. El video musical es una mezcla de acción en vivo y animación detenida y, a través de la animación, Bruno le muestra a su novia lo hermosa que es. Toma una cinta de casete y comienza a crear imágenes a partir de la cinta y comienzan a cobrar vida propia.
El video comienza con Kelley escuchando "Just the Way You Are" en su Walkman mientras Mars entra. Mars detiene el reproductor de cintas, quita la cinta de casete y comienza a cantar su canción. Cuando comienza la parte instrumental de la canción, Mars saca los medios de la cinta de casete y organiza los medios en letras que forman su nombre seguido del título de la canción. A medida que continúa la canción, él forma una imagen de un tambor, nuevamente sobre la mesa, usando la cinta. Imágenes adicionales de construcción similar siguen a lo largo del video, incluido un retrato de Mars, así como uno de Kelley parpadeando y sonriendo mientras Mars continúa cantando. La mayoría de las imágenes que se muestran están animadas, incluida una campana que Mars hace sonar con los dedos en sincronización con las campanadas cerca del final de la canción. Por último, Mars termina la canción mientras canta y toca un piano vertical mientras Kelley mira y sonríe. El video se inspiró en la obra de arte de Erika Iris Simmons.

## Recepción crítica
La canción fue bien recibida por los críticos de música contemporánea. Nick Levine de Digital Spy le otorgó cuatro estrellas de cinco y la describió como «una balada urbana de piano hecha con un enorme corazón» y mencionó que tenía un sonido similar al de «Empire State of Mind (Part II) Broken Down» perteneciente a la cantante Alicia Keys. Megan Vick de Billboard escribió 

«Durante un piano con brisa y vagamente breakbeat, hip hop, Mars profesa su amor por una hermosa chica que ocupa sus sueños [...] Mars escribe letras que tienen como objetivo hacer que las oyentes femeninas sienten la perfección en su propia piel. Con su equilibrio, pulso bailable y coro singalong, Mars ha creado una visión [de que hay] que sentirse bien con sigo mismo».

Nima Baniamer de Contactmusic.com comentó que era «demasiado genérico para una primera salida» y señaló que es un mal sencillo debut.